# Fanny Vágó
Dans le nom hongrois Vágó Fanny, le nom de famille précède le prénom, mais cet article utilise l’ordre habituel en français Fanny Vágó, où le prénom précède le nom.
Fanny Vágó est une joueuse de football hongroise née le 23 juillet 1991. Elle évolue au poste d'attaquante ainsi qu'en Équipe de Hongrie.

## Palmarès

### En club
- CFF Olimpia Cluj-Napoca
  - Ligue des champions de l'UEFA 2012-2013 - seizièmes de finale - (7 buts)
- CFF Olimpia Cluj-Napoca
  - participe à la Ligue des champions de l'UEFA 2014-2015 (5 buts)